# Conrad Helfrich
Conrad Emile Lambert Helfrich (Semarang, Nederlands-Indië, 11 oktober 1886 – 's-Gravenhage, 20 september 1962) was een Nederlands marineofficier. Tijdens de Tweede Wereldoorlog was hij commandant der Zeemacht in Nederlands-Indië en daarna bevelhebber der Zeestrijdkrachten.

## Jeugd en opleiding
Conrad Helfrich werd in Nederlands-Indië geboren als zoon van Alexander Josef Helfrich, officier van gezondheid van het Koninklijk Nederlandsch-Indisch Leger, en Marie Anna Lambertina Steijns. Hij doorliep de driejarige HBS in Nederlands-Indië en vertrok in 1903, op zeventienjarige leeftijd, naar Nederland om aan het KIM opgeleid te worden tot marineofficier.

## Eerste jaren bij de Koninklijke Marine
In 1907 werd Helfrich beëdigd als officier bij de Koninklijke Marine. In 1908 keerde hij terug naar Nederlands-Indië, waar hij in 1908 deelnam aan de Bali-expedities. Voorafgaand aan de Eerste Wereldoorlog keerde hij terug naar Nederland waarna hij verschillende staffuncties bekleedde. Zo was hij van 1919 tot 1922 verbonden aan de Marinestaf in Den Haag, waar hij meewerkte aan het opstellen van een nieuw vlootplan voor Nederlands-Indië. Van 1922 tot 1924 volgde hij een studie aan de Hoogere Marine Krijgsschool, na afloop daarvan werd hij bij datzelfde instituut benoemd als docent. In 1928 keerde hij als commandant van een torpedobootjager terug naar Nederlands-Indië en in de jaren daarna vervulde hij verschillende functies in Nederlands-Indië. In 1938 en 1939 was hij vervolgens in Nederland directeur van de Hoogere Marine Krijgsschool. Hierna vertrok hij opnieuw naar Nederlands-Indië om, inmiddels bevorderd tot schout-bij-nacht, dienst te doen als Commandant der Zeemacht in Nederlands-Indië.

## Tweede Wereldoorlog

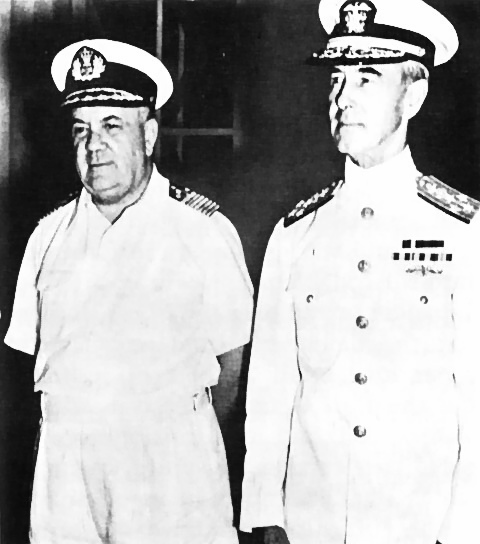
Conrad E.L. Helfrich en Thomas C. Hart

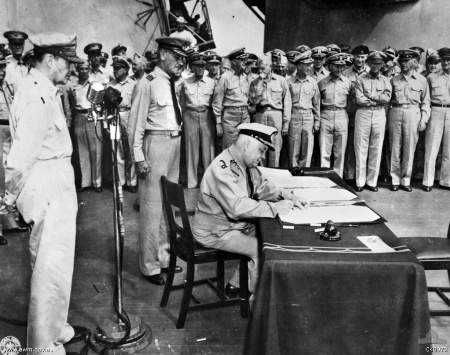
Helfrich ondertekent namens de Nederlandse regering de capitulatie van Japan aan boord van USS Missouri

In Nederland brak op 10 mei 1940 de Tweede Wereldoorlog uit en na vijf dagen strijd moest Nederland capituleren voor de Duitsers. Nederlands-Indië bleef vooralsnog gespaard voor het oorlogsgeweld. Op 31 augustus 1940 werd Helfrich als commandant der Zeemacht in Nederlands-Indië bevorderd tot viceadmiraal. Door het opgeven van de Nederlandse neutraliteit na de Duitse inval was een oorlog met Japan onvermijdelijk geworden en Helfrich hield zich bezig met de voorbereidingen voor de strijd. Aangezien de plannen voor een sterke vloot in Nederlands-Indië door het uitbreken van de Tweede Wereldoorlog geen doorgang hadden kunnen vinden, ontwikkelde Helfrich een andere tactiek: de marine zou met snelle en kleine acties, met name van onderzeeboten, schade aan de vijand moeten toebrengen. 
In 1941 werd een samenwerkingsverband tussen de Amerikaanse, Britse, Australische en Nederlandse strijdkrachten in de Pacific opgericht, het American-British-Dutch-Australian Command (ABDACOM). Tot zijn teleurstelling werd Helfrich gepasseerd als commandant van de maritieme component: die functie ging naar de Amerikaanse admiraal Thomas C. Hart. Op 10 januari 1942 vielen de Japanners Nederlands-Indië binnen, en Helfrich leidde de maritieme operaties tegen de Japanners. Door de successen die de Nederlandse onderzeeboten tegen de Japanners behaalden, kreeg Helfrich van de Amerikanen al spoedig de bijnaam "ship-a-day Helfrich". Op 14 februari 1942 volgde Helfrich admiraal Hart op als maritieme bevelhebber van ABDACOM. Helfrich formeerde een Combined Striking Force die het moest opnemen tegen de Japanners, maar dit vlootverband werd in de Slag in de Javazee verslagen waarbij haar commandant, de Nederlandse schout-bij-nacht Karel Doorman, omkwam.
Op 2 maart 1942 evacueerde Helfrich zijn staf naar Colombo op Ceylon, alwaar hij benoemd werd tot Bevelhebber van de Strijdkrachten in het Oosten (BSO). Aangezien de Nederlandse strijdkrachten in Nederlands-Indië inmiddels verslagen waren en hadden moeten capituleren voor de Japanners, was dat eigenlijk niet meer dan een administratieve functie, waardoor hij geen operaties tegen de vijand kon leiden. Dit frustreerde Helfrich enorm. Ook kwam hij verschillende malen in conflict met minister Hubertus van Mook, die bezig was een naoorlogs gezagsapparaat voor Nederlands-Indië voor te bereiden, waarvan de ambtenaren in belangrijke mate uit de Nederlandse Strijdkrachten werden gerekruteerd. Helfrich was van mening dat deze voorbereidingen voor een naoorlogs Nederlands-Indië afbreuk deden aan de oorlogsinspanningen.
Direct na afloop van de Tweede Wereldoorlog werd Helfrich op 25 augustus 1945 benoemd tot bevelhebber der Zeestrijdkrachten (BDZ). Bij die gelegenheid werd hij bevorderd tot luitenant-admiraal. 

## Na de Tweede Wereldoorlog
Helfrich keerde op 1 oktober 1945 terug in Nederlands-Indië, waar hij tot 24 januari 1946 het bevel over de Nederlandse strijdkrachten in Nederlands-Indië voerde. Op die datum werd de functie van bevelhebber van de Strijdkrachten in het Oosten opgeheven. In deze periode kreeg Helfrich te maken met de vrijheidsstrijd van de Indonesiërs. Hij was fel tegenstander van het sluiten van een compromis met Soekarno en de zijnen. Na het sluiten van de Overeenkomst van Linggadjati op 15 december 1946 protesteerde hij samen met chef Generale Staf Hendrik Johan Kruls hiertegen bij minister-president Louis Beel, maar dit mocht niet baten. 
In 1947 zou oud-premier Gerbrandy binnenskamers hebben gesproken over een staatsgreep waarvoor hij kon rekenen op de steun van Helfrich.
Helfrich bleef nog tot 1 oktober 1948 bevelhebber der Zeestrijdkrachten en stond hierbij aan de basis van de naoorlogse wederopbouw van de Koninklijke Marine. Op 1 oktober 1948 ging hij met pensioen. In 1950 publiceerde hij zijn memoires in twee delen: De Maleise Barrière en Glorie en tragedie. Op 10 september 1962 overleed hij in Den Haag.

## Onderscheidingen en eerbewijzen
Voor zijn verdiensten tijdens de Tweede Wereldoorlog ontving Helfrich verschillende onderscheidingen. Zo was hij Commandeur in de Orde van Oranje-Nassau met de Zwaarden, Ridder Grootkruis in de Orde van de Nederlandse Leeuw, Ridder Commandeur in de Orde van het Bad (Groot-Brittannië) en drager van het Zilveren Kruis (5e klasse) Virtuti Militari (Polen). Tevens kreeg hij een Ereteken voor Belangrijke Krijgsbedrijven met de gesp Kleine Soenda-eilanden 1905-1909.
In veel steden zijn straten naar Helfrich vernoemd waaronder in Den Haag, Wassenaar, Venray en Utrecht.